# 1571
1571. је била проста година.

## Догађаји

### Август
- 3. август — Турци су, након једанаестомесечне опсаде, заузели град Фамагусту на Кипру и извршили масакр становништва.

### Октобар
- 7. октобар — Шпанска и млетачка морнарица потукле су код Лепанта у југозападној Грчкој турску флоту.

### Непознати датум
- Патријарх српски Антоније Соколовић изабран је за архиепископа пећког и патријарха српског.

## Рођења

### Јануар
- 27. јануар — Абас I Велики, персијски владар († 1629)
- 17. јун — Томас Ман, енглески економиста

### Август
- 29. септембар — Каравађо, италијански економиста

### Децембар
- 27. децембар — Јохан Кеплер, немачки астроном